# Liste der Monuments historiques in Ainay-le-Château
Die Liste der Monuments historiques in Ainay-le-Château führt die Monuments historiques in der französischen Gemeinde Ainay-le-Château auf.

## Liste der Bauwerke
| Bezeichnung       | Beschreibung                  | Standort | Kennzeichnung | Schutzstatus   | Datum     | Bild           |
| ----------------- | ----------------------------- | -------- | ------------- | -------------- | --------- | -------------- |
| Kirche St-Étienne | Erbaut ab dem 12. Jahrhundert | (Lage)   | PA00092970    | Classé Inscrit | 1913 1980 | weitere Bilder |
| Stadtbefestigung  | Erbaut im 15. Jahrhundert     | (Lage)   | PA00092971    | Inscrit        | 2007      | weitere Bilder |

## Liste der Objekte
Zum Verständnis siehe: Kirchenausstattung

### Kapelle St-Roch
| Bezeichnung                    | Beschreibung | Standort | Kennzeichnung | Schutzstatus | Datum | Bild |
| ------------------------------ | --- | -------- | ------------- | ------------ | ----- | ---- |
| Zwei Engel                     | Holz, vergoldet, 17. oder 18. Jahrhundert | (Lage)   | PM03001712    | Classé       | 2004  |      |
| Gemälde eines Heiligen         | Darstellung des heiligen Rochus oder des heiligen Jakobus, Vorder- und Rückseite bemalt                                                              | (Lage)   | PM03001715    | Inscrit      | 2004  |      |
| Drei Reliefs                   | Flachreliefs mit den Darstellungen von Johannes dem Täufer in der Wüste, Maria-Magdalena und Christus (mit den Arma Christi); Holz, polchrom gefasst | (Lage)   | PM03001713    | Inscrit      | 2004  |      |
| Skulptur des heiligen Thibaud  | | (Lage)   | PM03001714    | Inscrit      | 2004  |      |
| Skulptur des heiligen Fiacrius | Holz, 17. Jahrhundert | (Lage)   | PM03000010    | Classé       | 1969  |      |
| Skulptur des heiligen Rochus   | | (Lage)   | PM03001711    | Inscrit      | 2004  |      |

### Kirche St-Étienne
| Bezeichnung                           | Beschreibung | Standort | Kennzeichnung | Schutzstatus | Datum | Bild           |
| ------------------------------------- | --- | -------- | ------------- | ------------ | ----- | -------------- |
| Pietà                                 | Holz, 17. Jahrhundert | (Lage)   | PM03000003    | Classé       | 1960  |                |
| Skulptur des heiligen Franziskus      | Stein, 19. oder 20. Jahrhundert | (Lage)   | PM03000005    | Classé       | 1969  |                |
| Tabernakel und Altaraufsatz           | Tabernakel und Altaraufsatz des Hochaltars; Holz, vergoldet, 17. und 18. Jahrhundert                                                                    | (Lage)   | PM03000006    | Classé       | 1969  |                |
| Grabplatte                            | Stein mit Inschrift, 1534 | (Lage)   | PM03000009    | Classé       | 1979  |                |
| Relief Heilige Haus von Loretto       | Fragment eines Flachreliefs mit dem Heiligen Haus, getragen von drei Engeln, darüber eine Madonna mit Kind; Stein, letztes Viertel des 16. Jahrhunderts | (Lage)   | PM03000002    | Classé       | 1913  |                |
| Kruzifix                              | Holz, 17. Jahrhundert | (Lage)   | PM03000007    | Classé       | 1971  |                |
| Grabplatte                            | Stein, 15. Jahrhundert | (Lage)   | PM03000008    | Classé       | 1977  |                |
| Skulptur Madonna mit Kind             | Stein, 17. Jahrhundert | (Lage)   | PM03000004    | Classé       | 1969  |                |
| Skulptur der heiligen Maria Magdalena | Holz, polychrom gefasst, 16. Jahrhundert | (Lage)   | PM03001364    | Classé       | 1973  |                |
| Taufbecken                            | Stein, mittelalterlich | (Lage)   | PM03001465    | Inscrit      | 1993  | weitere Bilder |